# Солопенко Тимофій Іванович
Тимофій Іванович Солопенко (листопад 1899, Перервинці — 25 липня 1944) — Герой Радянського Союзу, в роки радянсько-німецької війни стрілець 433-го стрілецького полку 64-ї стрілецької дивізії 50-ї армії 2-го Білоруського фронту, рядовий.

## Біографія
Народився в листопаді 1899 року в селі Перервинці (нині Драбівського району Черкаської області) в сім'ї селянина. Українець. Освіта початкова. Працював у колгоспі.
У жовтні 1943 року призваний до лав Червоної Армії і направлений у діючу армію. Воював на 2-му Білоруському фронті.
Під час форсування річки Німан Тимофій Іванович Солопенко  особисто знищив 20 фашистів. 
25 липня 1944 року  рядовий Тимофій Іванович Солопенко загинув у бою. Похований біля села Рацеве у Польщі.
Указом Президії Верховної Ради СРСР від 24 березня 1945 року за мужність і героїзм, проявлені при форсуванні Німану і утриманні плацдарму на його західному березі рядовому Тимофію Івановичу Солопенку посмертно присвоєно звання Героя Радянського Союзу.

## Нагороди, пам'ять
Нагороджений орденом Леніна, орденом Вітчизняної війни 2-го ступеня.
Ім'ям Героя названа вулиця в рідному селі. В загальноосвітній школі села Перервинці встановлено бюст героя, а в шкільному музеї села є куточок присвячений Т. І. Солопенку.